# Schoonspringen op de Olympische Zomerspelen 2020 – driemeterplank synchroon vrouwen
Het synchroonspringen voor vrouwen vanaf de driemeterplank op de Olympische Zomerspelen 2020 vond plaats op 25  juli 2021. Acht teams van twee schoonspringers kwamen in actie in een directe finale. Regerend olympisch kampioenen waren de Chinezen Shi Tingmao en Wang Han die in 2021 hun titel prolongeerden.

## Uitslag
| Rang   | Namen                                     | Land | Sprongen | Sprongen | Sprongen | Sprongen | Sprongen | Totaal |
| Rang   | Namen                                     | Land | 1        | 2        | 3        | 4        | 5        | Totaal |
| ------ | ----------------------------------------- | ---- | -------- | -------- | -------- | -------- | -------- | ------ |
| Goud   | Shi Tingmao Wang Han                      | CHN  | 49.80    | 49.80    | 75.60    | 74.70    | 76.50    | 326.40 |
| Zilver | Jennifer Abel Melissa Citrini-Beaulieu    | CAN  | 47.40    | 45.00    | 67.50    | 70.68    | 70.20    | 300.78 |
| Brons  | Lena Hentschel Tina Punzel                | GER  | 48.60    | 46.20    | 63.00    | 63.00    | 64.17    | 284.97 |
| 4      | Dolores Hernandez Monzon Carolina Mendoza | MEX  | 44.40    | 46.20    | 61.20    | 57.60    | 65.70    | 275.10 |
| 5      | Haruka Enomoto Hazuki Miyamoto            | JPN  | 45.60    | 45.60    | 63.00    | 58.50    | 56.70    | 269.40 |
| 6      | Katherine Torrance Grace Reid             | GBR  | 46.80    | 50.40    | 61.20    | 50.40    | 60.30    | 269.10 |
| 7      | Elena Bertocchi Chiara Pellacani          | ITA  | 49.20    | 48.00    | 63.00    | 61.38    | 45.90    | 267.48 |
| 8      | Alison Gibson Krysta Palmer               | USA  | 49.20    | 50.40    | 54.90    | 43.71    | 65.28    | 263.49 |